# Fonone
In fisica il fonone è una quasiparticella che descrive un quanto di vibrazione in un reticolo cristallino rigido.

Modi normali di vibrazione in un cristallo. L'ampiezza del moto è stata esagerata per una più semplice comprensione; in un vero cristallo, essa è tipicamente molto più piccola delle dimensioni del reticolo.

Lo studio dei fononi è importante nella fisica dello stato solido, poiché essi giocano un ruolo significativo nella comprensione di molte proprietà dei solidi, quali il calore specifico, la conduzione termica, la conduzione elettrica e la propagazione del suono. 
I fononi sono la controparte quantistica di quello che in meccanica classica è noto come
sviluppo in modi normali, ovvero la scomposizione delle vibrazioni in "vibrazioni elementari", dette appunto 'modi normali'.
In quest'ottica, tutte le vibrazioni possono essere viste e descritte formalmente come una sovrapposizione dei modi normali.
Le vibrazioni elementari, nel seguito descritte nel caso unidimensionale, da un punto di vista classico sono delle onde.
Dal punto di vista della meccanica quantistica, anche nei fononi si può osservare il cosiddetto dualismo onda-particella,
ovvero la presenza contemporanea di proprietà delle onde e delle particelle. La manifestazione più evidente del comportamento di particella è data dallo scattering Brillouin e Raman, in cui l'interazione tra fotoni e fononi viene matematicamente descritta come un semplice processo d'urto.

## Origine del termine ed etimologia
Il nome fonone deriva dalla radice della parola greca φωνή (fonè, suono, voce, grido), cioè fon-, cui viene aggiunto il suffisso -one, che è tipico per designare particelle (es.: neutrone, mesone, muone) e quasiparticelle (es.: eccitone, plasmone, polarone). La scelta del termine fonone è stata fatta dal fisico russo Yakov I. Frenkel nel 1932 in analogia al caso del fotone, nome che era stato coniato dal chimico-fisico statunitense Gilbert N. Lewis nel 1926.

## Storia
I fononi furono introdotti all'inizio del Novecento da Debye ed Einstein,
all'interno dei rispettivi modelli per il calore specifico dei solidi, quando videro che il calcolo della
funzione di partizione (e quindi delle quantità caratteristiche della meccanica statistica,
come l'energia media ed i numeri d'occupazione medi) relativa alle oscillazioni del reticolo cristallino portava a risultati
analoghi a quelli ottenuti nell'ambito della teoria statistica delle particelle identiche di spin intero: i bosoni.
Fu appunto questa analogia di base con i bosoni, che portò ad identificare i modi normali del reticolo cristallino con i fononi.
Come i fotoni sono quanti di onde elettromagnetiche, nel modello di Debye i fononi sono quanti di onde sonore, che si propagano all'interno del solido.
La spiegazione microscopica della superconduttività si basa sullo scambio tra elettroni di fononi, che danno luogo alle cosiddette coppie di Cooper.
Nel seguito viene descritto il modello classico delle vibrazioni elementari.

## La catena monoatomica
Il modello più semplice in cui compaiono i fononi è la catena monoatomica. Notiamo che l'equazione in questa forma è puramente classica. Consideriamo {\displaystyle N} masse {\displaystyle m} disposte linearmente, a distanza di riposo {\displaystyle a}, che interagiscano elasticamente con i loro primi vicini con una costante di richiamo elastica {\displaystyle \alpha }. La posizione della massa {\displaystyle n-}sima sarà:
{\displaystyle x_{n}=na+q_{n}}
detto {\displaystyle q_{n}} l'allontanamento dalla posizione di equilibrio della massa {\displaystyle n}-sima.
Data la seconda legge della dinamica l'equazione del moto dell'{\displaystyle n}-esima massa (di coordinate {\displaystyle q_{n}}) può essere scritta come:

Relazione di dispersione per un fonone in una catena monoatomica.

{\displaystyle m{\frac {\partial ^{2}q_{n}}{\partial t^{2}}}=\alpha {\bigl [}\left(q_{n+1}-q_{n}-a\right)+\left(q_{n-1}-q_{n}+a\right){\bigr ]}}
Definendo con {\displaystyle \omega _{0}^{2}={\frac {\alpha }{m}}} si ha che:
{\displaystyle {\frac {\partial ^{2}q_{n}}{\partial t^{2}}}=\omega _{0}^{2}\left[q_{n+1}-2q_{n}+q_{n-1}\right]}
Queste sono {\displaystyle N} equazioni differenziali accoppiate e sono, in pratica, impossibili da risolvere non appena {\displaystyle N} è superiore a {\displaystyle 3} o {\displaystyle 4}. È quindi necessario disaccoppiare le equazioni tramite un cambiamento di sistema di riferimento, ovvero applicare una trasformazione alle variabili {\displaystyle q_{n}} in modo da passare nella rappresentazione dei modi normali, operando dunque la sostituzione
{\displaystyle q_{n}=Ae^{i(k_{j}an-\omega _{j}t)}+Be^{-i(k_{j}an+\omega _{j}t)}}
dove abbiamo introdotto le variabili fittizie {\displaystyle q_{0}} e {\displaystyle q_{N+1}}, corrispondenti alle posizioni delle pareti, che imporremo successivamente essere nulle.
Vediamo ora come {\displaystyle k_{j}} non sia una variabile continua, ma possa assumere solo valori discreti; per questo è dato il pedice {\displaystyle j}, che va da {\displaystyle 1} a {\displaystyle N} (si dimostra che, grazie alla periodicità delle soluzioni, tutti gli altri valori che può assumere si riducono a soluzioni non indipendenti del sistema), ed è chiamato indice dei modi normali. Infatti dalla condizione di onda stazionaria (ovvero imponendo che le variabili fittizie si annullino, visto che le pareti sono ferme) segue che:
{\displaystyle k_{j}={\frac {2\pi }{(N+1)a}}j\ }
Quindi le {\displaystyle N} {\displaystyle k_{j}} sono le nuove variabili, che sostituiscono le {\displaystyle N} {\displaystyle q_{n}} variabili. Con questa sostituzione di variabili si ha che il sistema di equazioni viene diagonalizzato e si ottiene che, per ogni modo normale {\displaystyle j} vale la seguente relazione di dispersione fra {\displaystyle \omega } e {\displaystyle k}:
{\displaystyle \omega _{j}^{2}=4\omega _{0}^{2}\sin ^{2}{\left({\frac {ak_{j}}{2}}\right)}}
Notare l'esistenza di una pulsazione massima di oscillazione delle vibrazioni pari a {\displaystyle 2\omega _{0}}. Inoltre per {\displaystyle j\ll N} quindi per lunghezze d'onda ({\displaystyle \lambda _{j}=2\pi /k_{j}}) molto minori della dimensione della catena di atomi ({\displaystyle Na}) la relazione di dispersione sia lineare:
{\displaystyle \omega _{j}\approx \omega _{0}ak_{j}=v_{s}k_{j}}
con {\displaystyle v_{s}=\omega _{0}a}, costante di proporzionalità tra {\displaystyle k_{j}} ed {\displaystyle \omega _{j}}, che viene comunemente chiamata velocità del suono.
Per {\displaystyle \kappa ={\frac {\pi }{a}}}si ha che {\displaystyle {\frac {d\omega }{d\kappa }}=0}, quindi l'onda che ne deriva è un'onda stazionaria, ovvero la cui velocità di gruppo è nulla.

## La catena diatomica
Immaginiamo di avere una catena di {\displaystyle 2N} atomi di massa {\displaystyle m_{1}} ed {\displaystyle m_{2}} alternati regolarmente.
Definendo {\displaystyle n} un intero compreso tra {\displaystyle 1} e {\displaystyle 2N}, si avrà che gli atomi sono disposte nelle posizioni:
{\displaystyle x_{n}=na+q_{n}}
avendo definito {\displaystyle q_{n}} l'allontanamento dalla posizione di equilibrio della massa {\displaystyle n}-esima.
Quindi, procedendo come nel caso monoatomico, le leggi della dinamica per le due masse diventano:
{\displaystyle {\frac {\partial ^{2}q_{n}}{\partial t^{2}}}=\omega _{1}^{2}\left[q_{n+1/2}-2q_{n}+q_{n-1/2}\right]\qquad n{\text{ pari}}}
{\displaystyle {\frac {\partial ^{2}q_{n+1/2}}{\partial t^{2}}}=\omega _{2}^{2}\left[q_{n+1}-2q_{n+1/2}+q_{n}\right]\qquad n{\text{ dispari}}}
avendo definito con {\displaystyle \omega _{1}^{2}={\frac {\alpha }{m_{1}}}} e {\displaystyle \omega _{2}^{2}={\frac {\alpha }{m_{2}}}}.
Le equazioni rappresentano sinteticamente le {\displaystyle 2N} equazioni accoppiate che possono essere diagonalizzate facendo il cambiamento

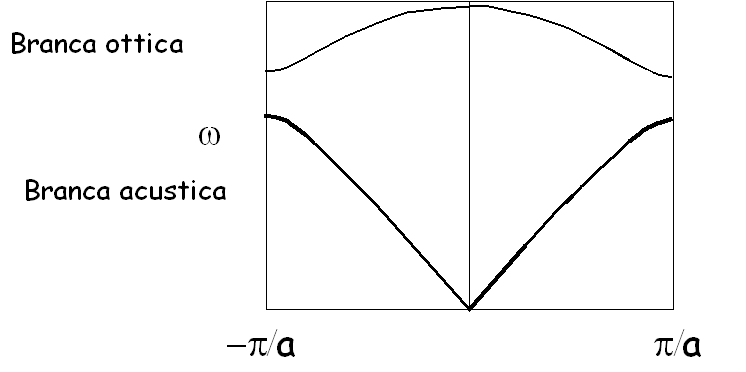
Disegni schematico della relazione di dispersione di un reticolo diatomico,
sull'asse orizzontale vi è mentre su quello verticale vi è

di variabile:
{\displaystyle q_{n}=Ae^{i(k_{j}na+\omega _{j}t)}\qquad n{\text{ pari}}}
{\displaystyle q_{n}=Be^{i(k_{j}na+\omega _{j}t)}\qquad n{\text{ dispari}}}
con {\displaystyle k_{j}} nuovo parametro definito dall'indice di modo {\displaystyle j} che assume i valori:
{\displaystyle k_{j}={\frac {2\pi }{2Na}}j\qquad j{\text{ pari}}}
{\displaystyle k_{j}={\frac {2\pi }{(2N-1)a}}j\qquad j{\text{ dispari}}}
Con semplici passaggi matematici si ha quindi:
{\displaystyle \omega _{j}^{2}=\omega _{1}^{2}+\omega _{2}^{2}\pm {\sqrt {(\omega _{1}^{2}+\omega _{2}^{2})^{2}-4\omega _{1}^{2}\omega _{2}^{2}\sin ^{2}(k_{j}a/2)}}}
{\displaystyle {\frac {B}{A}}={\frac {1-\omega _{j}^{2}/(2\omega _{1}^{2})}{\cos(k_{j}a/2)}}}
Le due soluzioni possibili sono schematizzate nella figura a fianco ed indicate rispettivamente come banda acustica, simile
a quella del reticolo monoatomico con {\displaystyle \omega } sempre inferiore ad {\displaystyle \omega _{1}}.

## Fononi ottici e acustici
Come ottenuto dalle derivazioni precedenti, 1D, nel caso di atomi della stessa specie si ottiene una relazione di dispersione con una sola banda fononica, quella acustica, mentre quando gli atomi sono differenti le bande fononiche sono due, quella acustica e quella ottica. In realtà non è la specie atomica in sé a determinare la presenza o meno di entrambe le bande, ma le caratteristiche del reticolo cristallino, cioè la possibilità o meno di compiere alcune oscillazioni. In particolare si distinguono oscillazioni in fase e in controfase rispettivamente attribuibili ai fononi acustici ed ottici. Le diverse configurazioni che portano alla compresenza delle due tipologie di fononi sono: cristallo con cella primitiva con base (come nel caso del silicio) e cristallo formato da specie atomiche differenti. 
Nel caso del silicio la dispersione che si ottiene è peculiare; la banda acustica e quella ottica si "toccano". Seguendo la derivazione la motivazione è immediata, i gradi di libertà aggiuntivi non risentono di alcuna differenza di massa fra i due atomi della catena biatomica. In generale, invece, è proprio la differenza fra le masse delle due specie atomiche coinvolte che determina la separazione fra le bande.
L'origine del nome delle bande risiede in alcuni dei risvolti sperimentali che si sono osservati. I fononi acustici, nell'approssimazione di onda lunga, e quindi nella zona di regime lineare attorno al punto Γ, sono caratterizzati da un coefficiente angolare coincidente con la velocità del suono nel mezzo.
I fononi ottici sono coinvolti nell'interazione con la radiazione elettromagnetica e quindi nell'accoppiamento fonone-fotone. La presenza di asimmetria nella struttura cristallina rende possibile l'instaurarsi di dipoli elettrici, che interagiscono quindi con il campo incidente. La trattazione fisico-matematica segue quelle dell'oscillatore armonico in presenza di una forzante esterna e dell'accoppiamento forte. Il fenomeno dell'accoppiamento dipolo-fotone, e quindi della formazione di un polaritone fononico, è assai evidente nei cristalli ionici dove la differenza di elettronegatività delle specie rende l'accoppiamento particolarmente forte. 
In 3D la trattazione si generalizza naturalmente, si hanno 3 bande acustiche e 3 bande ottiche, divise in una longitudinale e due trasversali. Nel caso delle bande ottiche esiste una relazione, di Lyddane-Sachs-Teller, che associa il rapporto dei quadrati delle frequenze dei LO (fononi ottici longitudinali) e dei TO (fononi ottici trasversali), al rapporto fra le costanti dielettriche statica e dinamica:
{\displaystyle {\omega _{LO}^{2} \over \omega _{TO}^{2}}={\epsilon _{s} \over \epsilon _{\infty }}}.
Attraverso la relazione di LST viene identificata una connessione fra le dinamiche ioniche (più lente) e quelle elettroniche (più veloci) nei fenomeni di polarizzazione e interazione elettro-ottica, base per la definizione e la rilevazione dei polaritoni fononici, argomenti attualmente di grande interesse teorico e sperimentale.

## Applicazioni
Nel novembre 2013 sulla rivista Nature sono stati presentati i primi diodi acustici e termici basati sullo studio e la manipolazione dei fononi.
Da recenti studi 2019 è emerso che i fononi sarebbero capaci di manifestare caratteristiche antigravitazionali, questa qualità potrebbe essere sfruttata in futuro per applicazioni in diverse branche della ricerca scientifica.